# Exacum wightianum
Exacum wightianum là một loài thực vật có hoa trong họ Long đởm. Loài này được Arn. mô tả khoa học đầu tiên năm 1839.